# Blackberry Smoke
Blackberry Smoke és un grup americà de Rock d'Atlanta (Geòrgia - Estats Units d'Amèrica) que combina Rock sudista, Country Rock, Bluegrass i Hard Rock. Els seus membres són Charlie Starr (veu principal i guitarra), Richard Turner (baix i segones veus), Brit Turner (bateria), Paul Jackson (segona guitarra i veus), i Brandon Still (teclats).
Han actuat arreu dels Estats Units tant com a caps de cartell com col·laborant en actes d'artistes com Zac Brown Band, Eric Church, ZZ Top i Lynyrd Skynyrd. El 26 d'agost de 2012 van actuar en un acte benèfic anomenat Boot Ride amb els actors de la sèrie Sons of Anarchy, patrocinat per The Boot Campaign del Happy Ending Bar and Grill a Hollywood, Califòrnia.
El 2011 varen fer més d'una vintena d'actuacions junt amb Zac Brown Band arreu dels Estats Units. El seu àlbum Little Piece of Dixie fou premiat per la revista Paste entre altres publicacions.
La banda tenia firmat contracte amb el segell de gravació de Zac Brown anomenat Southern Ground. El 5 de novembre de 2014 però la banda anuncià que abandonava Southern Ground i signava amb Rounder Records.

## Membres
- Charlie Starr – veu i guitarra (2001–actualment)
- Paul Jackson – guitarra i cors (2001–actualment)
- Brandon Still – teclat (2009–actualment)
- Richard Turner – baix, cors (2001–actualment)
- Brit Turner – bateria (2001–actualment)

S'uneixen a la banda a l'estudi i a la gira del 2021 el percussionista d'Atlanta Preston Holcomb i el guitarrista Benji Shanks, que ha treballat amb The Black Crowes, entre d'altres.

## Discografia

### Àlbums d'estudi
| • 'Bad Luck Ain't No Crime (2004) |
| --- |
| (Cock of the Walk) 1. Testify 2. Sanctified 3. Another Chance 4. Nothing For You 5. Normaltown 6. Train Rollin 7. Angeline 8. Sure Was Good 9. Scare The Devil 10. Muscadine 11. Freeborn Man |

| • 'Little Piece of Dixie (2009) |
| --- |
| (BamaJam Records) 1. Like I Am 2. Good One Comin’ On 3. Restless 4. Bottom Of This 5. Sanctified Woman 6. Shake Your Magnolia 7. I’d Be Lyin’ 8. Who Invented The Wheel 9. Prayer For The Little Man 10. Up In Smoke 11. Freedom Song |

| • 'The Whippoorwill (2012) |
| --- |
| (Southern Ground) 1. Six Ways to Sunday 2. Pretty Little Lie 3. Everybody Knows She's Mine 4. One Horse Town 5. Aint Much Left of Me 6. The Whippoorwill 7. Lucky Seven 8. Leave a Scar 9. Crimson Moon 10. Aint Got the Blues 11. Sleeping Dogs 12. Shakin Hands with the Holy Ghost 13. Up the Road |

| • 'Holding All the Roses (2015) |
| --- |
| (Rounder Records) 1. Let Me Help You (Find the Door) 2. Holding All the Roses 3. Living in the Song 4. Rock and Roll Again 5. Woman in the Moon 6. Too High 7. Wish in One Hand 8. Randolph County Farewell 9. Payback's a Bitch 10. Lay It All on Me 11. No Way Back to Eden 12. Fire in the Hole |

| • 'Like An Arrow (2016)                            |
| -------------------------------------------------- |
| (Rounder Records) 1. (previst per al 14 d'octubre) |

### Àlbums en directe
| • 'Leave a Scar Live (2014) |
| --- |
| (3 Legged Records) 1. Shakin' Hands With The Holy Ghost 2. Sanctified Woman 3. Testify 4. Good One Comin' On 5. Six Ways To Sunday 6. Ain't Got The Blues 7. Lucky Seven 8. Pretty Little Lie 9. Restless 10. Up In Smoke 11. Crimson Moon 12. The Whippoorwill 13. Son Of The Bourbon 14. Everybody Knows She's Mine 15. One Horse Town 16. Lesson In A Bottle 17. Ain't Much Left Of Me 18. Leave A Scar 19. Sleeping Dogs 20. Payback's A Bitch 21. Up The Road 22. Shake Your Magnolia |

### EPs
| • 'New Honky Tonk Bootlegs (2008) |
| --- |
| (auto-edició) 1. Son Of A Bourbon 2. Lesson In A Bottle 3. Keep On Keepin On 4. The Only Thing She Left Behind 5. Livin Hell 6. Livin Hell (Dirty Version) |

| • 'Little Piece of Dixie EP (2008)                                                            |
| --------------------------------------------------------------------------------------------- |
| (BamaJam Records) 1. Up in Smoke 2. Good One Coming On 3. I'd Be Lying 4. Shake Your Magnolia |

| • 'Wood, Wire & Roses EP (2015) |
| --- |
| (Legged Records) 1. Too High (Acústic) 2. Living In the Song (Acústic) 3. Woman In the Moon (Acústic) 4. Lay It All On Me (Acústic) 5. Let Me Help You (Find The Door) 6. Old Shoes (& Picture Postcards) (Represa de Tom Waits) |

### Singles
| Year | Títol                   | Àlbum                 |
| ---- | ----------------------- | --------------------- |
| 2009 | "Good One Comin' On"    | Little Piece of Dixie |
| 2013 | "Pretty Little Lie"     | The Whippoorwill      |
| 2013 | "Ain't Much Left of Me" | The Whippoorwill      |
| 2015 | "Living in the Song"    | Holding All the Roses |

### Videoclips
| Any  | Vídeo                               | Director      |
| ---- | ----------------------------------- | ------------- |
| 2009 | "Good One Comin' On"                | Roger Pistole |
| 2013 | "Pretty Little Lie"                 | Cole Cassell  |
| 2014 | "Shakin' Hands with the Holy Ghost" | Lewis Cater   |
| 2014 | "Six Ways to Sunday"                | Blake Judd    |
| 2015 | "Too High"                          | Blake Judd    |